# Brucella ovis
Brucella ovis je gramnegativní kokovitá bakterie z rodu Brucella. Jedná se o nepohyblivé, striktně aerobní bakterie. V porovnání s ostatními zástupci rodu Brucella jsou nejméně metabolicky aktivní. K infekci jsou vnímavé pouze ovce, na člověka se nepřenáší. Bakterie B. ovis způsobují brucelózu ovcí, u samců označovanou také jako infekční epididymitida beranů. U beranů dochází k zánětům varlat a nadvarlat, u březích bahnic je napadána placenta a dochází k potratům.